# Pierre-Marie Escourrou
Pierre-Marie Escourrou, né le 30 novembre 1956, est un acteur français.
Il est surtout connu pour son rôle de Pierre Roussillon dans la série télévisée Une femme d'honneur sur TF1 et TMC et d'Arnaud de Montsalvy dans la série télévisée de Marion Sarraut Catherine diffusée en 1986 sur Antenne 2.

## Biographie
À Paris, en 2013 au Théâtre de la Manufacture des Abbesses puis à la rentrée 2015 au Lucernaire, Pierre-Marie Escourrou joue seul et met en scène la fable polémique chinoise que Dario Fo avait rapportée d’un voyage, l’Histoire du Tigre. Lassé des spectacles de propagande que les officiels chinois lui montraient, à la gloire de la trinité  peuple, armée, parti, Dario Fo avait recherché des anciens conteurs jongleurs et en avait trouvé un, qui lui avait transmis cette histoire, qu’il avait développée. Le tigre y incarne la puissance de l’individu qui sait s’opposer au pouvoir. Saluant  « les dons magnifiques de conteur de Pierre-Marie Escourrou », qui incluent « des effets spéciaux », notamment quand l’acteur incarne « la redoutable tigresse », le critique Philippe Person, écrit : « Pierre-Marie Escourrou a donc, avec comme scénariste un prix Nobel de littérature, créé le spectacle total, celui où le verbe haut et poétique remplace les moyens pléthoriques et les dépenses ostentatoires. »

## Filmographie sélective

### Cinéma
- 1981 : Le Lac des morts vivants de Jean Rollin et Julian de Laserna : Le soldat allemand
- 1982 : Qu'est-ce qu'on attend pour être heureux ! de Coline Serreau
- 1982 : La Balance de Bob Swaim
- 1984 : L'arbalète de Sergio Gobbi

### Télévision
- 1986 : Catherine de Marion Sarraut (feuilleton TV) : Michel de Montsalvy / Arnaud
- 1987 - 1990 : Hôtel de police série de Claude Barrois, Emmanuel Fonlladosa, Jacques Besnard
- 1988 : Le Funiculaire des anges de Roger Gillioz
- 1996 - 2007 : Une femme d'honneur  - 35 épisodes (série TV) : Gendarme Pierre Roussillon
- 1999 : La Traversée du phare, téléfilm de Thierry Redler : le capitaine de la SNSM
- 2000 : La Kiné (1 épisode)
- 2001 : Joséphine, ange gardien , épisode La fautive (saison 5, épisode 14) : Patrick
- 2002 : L'Instit, épisode L'enfant dans les arbres : Pierre Barbier
- 2003 : La Maison des enfants, téléfilm  d'Aline Issermann : Mestral
- 2004 : Dans la tête du tueur, téléfilm de Claude-Michel Rome : le lieutenant de gendarmerie Le Floc'h

## Théâtre
- 2015 : Histoire du Tigre, fable de Dario Fo , traduite et adaptée par Nicole Colchat et Toni Cacchinato (Paris, théâtre du  Lucernaire).